# 查斯卡
查斯卡（英語：Chaska）是一個位於美國明尼蘇達州卡弗縣的都市。根據2010年美國人口普查，該地共人口23770人，而該地的面積約為46.02平方千米。同時該地也是卡弗縣的縣治。

## 地理
查斯卡的座標為44°47′00″N 93°36′00″W / 44.78333°N 93.60000°W，而該地的平均海拔高度為226米（即732英尺）。